# Florian Witczuk
Florian Stanisław Witczuk (ur. 4 maja 1908, zm. 15 kwietnia 1983 w Warszawie) – polski filolog-germanista.
W 1936 ukończył studia na Wydziale Germanistyki Uniwersytetu Warszawskiego, był uczniem prof. Zygmunta Łempickiego. Walczył podczas obrony Warszawy w 1939 w stopniu podporucznika piechoty w stanie rezerwy. W 1947 na Uniwersytecie Jagiellońskim obronił pracę doktorską pt. "Geschichte des Adjektivs „wild” im Deutschen", jego promotorem był prof. Adam Kleczkowski. Po II wojnie światowej na Uniwersytecie Warszawskim brakowało germanistów z tytułem profesorskim, zatem prowadzenie wykładów i seminariów powierzono Florianowi Witczukowi. Był znawcą literatury niemieckiej z XVIII i XIX wieku, ale wówczas ze względów politycznych nie mógł podczas wykładów wykazywać się posiadaną wiedzą. W 1959 został docentem, z Instytutem Germanistyki był związany do przejścia na emeryturę w 1978. Spoczywa na warszawskim cmentarzu Wawrzyszewskim. Był twórcą wielu publikacji dotyczących historii literatury i teatru Niemiec m.in. "Historia teatru Niemiec w XVI-XVIII wieku".